# Hadiérem (Franciaország)
A Hadiérem  (franciául Médaille militaire) a Francia Köztársaság államfője által adományozott katonai kitüntetés. Ez Franciaország harmadik legmagasabb állami kitüntetése, és mivel a Becsületrendet civilek is megkaphatják, a Felszabadítási Érdemrendet pedig csak a második világháború idején osztották, gyakorlatilag az ország legmagasabb, kizárólag katonai érdemrendje.

## Története
Az egyfokozatú kitüntetést 1852. január 22-én alapította III. Napóleon a Második Francia Köztársaság elnökeként, röviddel az 1851-es elnöki puccs után. A Hadiérmet olyan altisztek számára hozták létre, akik bátran viselkedtek a harcban vagy hosszú ideig szolgáltak a hadsereg kötelékében. Ma a fegyveres erők olyan tagjai kaphatják, akik nem tisztek (vagyis tisztesek, tiszthelyettesek, zászlósok stb.) Ezenkívül a főparancsnokként szolgáló tábornokok és tengernagyokat is kitüntethetik vele, amennyiben már rendelkeznek a Becsületrend nagykeresztjével. Az első 48 kitüntetett 1852. március 22-én vehette át az érmet a Louvre-ban.
Az első világháború során 185 ezer Hadiérmet osztottak ki, közvetlenül utána pedig még 58 ezret. 1923-ban a kormány a harcokban elesett katonáknak még körülbelül egymillió Hadiérmet ítélt meg (összehasonlításul, a háborúban 1 millió 400 ezer francia katona esett el és 3 millió sebesült meg). 1923. június 1-én 320 255 élő kitüntetettet tartottak nyilván. A világháború után ideiglenesen sebesülési éremként is funkcionált.
A második világháború során mintegy félmillióan kapták meg a Hadiérmet.
Nők először 1859. június 17-én lettek kitüntetve, a gyarmati zuávok hadtápjánál szolgáló Mme Rossini (lánykori nevén Jeanne Marie Barbe) és Mme Trimoreau (Madeleine Dagobert) kapták az érdemrendet.
Franciákon kívül szövetséges katonákat is kitüntettek, legkorábban már az 1853-1856-os krími háborúban briteket. Ez a hagyomány később is folytatódott, legnagyobb mértékben a második világháborúban kaptak Hadiérmet brit és amerikai katonák. A főparancsnoki éremben a szövetséges Winston Churchill, Franklin Delano Roosevelt és Josip Broz Tito is részesült.
Katonákon kívül ritka esetekben teljes egységek is megkaphatják a kitüntetést, ilyenkor rajza megjelenik az egység zászlaján. 

## Leírása
A Hadiérem egy 28 mm átmérőjű ezüst babérkoszorú által körbefogott arany érme, amelyen a Francia Köztársaság megszemélyesítője, Marianne balra forduló profilja látható. A kitüntetés legelső változatára még III. Napóleon arcképét helyezték el. Az érme peremén sötétkék zománcalapon a "RÉPUBLIQUE FRANÇAISE" (franciául Francia Köztársaság) arany felirat látható, valamint három ötágú csillag. A Negyedik Köztársaság alatt kiadott Hadiérmeken csak egy csillag található, a Harmadik Köztársaságin pedig két csillag közé fogott 1870-es szám. Az 1852-es első változaton a felirat "LOUIS-NAPOLEON", mellette egy csillag és két virág. Az 1852-es verzión az érme egy ezüstsasról függött; ezt valamennyi köztársasági érmen egy mellvértből, horgonyból, két keresztbe tett ágyúból, kardokból és csatabárdból álló kompozíció helyettesíti. A hátoldal minden változatnál azonos, a sima felületre a "VALEUR ET DISCIPLINE" (bátorság és fegyelem) feliratot vésték három sorban.
A kitüntetés szalagja 37 mm széles sárga selyemszalag, mindkét oldalán 6 mm széles zöld sávval. Gyakorlatilag azonos az itáliai Vaskoronarendével, amelyet a Hadiérem felváltott Franciaországban.
| Második Császárság 1852–1870 | Harmadik Köztársaság 1870–1940 | Negyedik Köztársaság 1946–1958 | Ötödik Köztársaság 1958– | Hátoldal |
| ---------------------------- | ------------------------------ | ------------------------------ | ------------------------ | -------- |
|                              |                                |                                |                          |          |

## Nevezetes kitüntetettek
- Berty Albrecht második világháborús ellenálló (posztumusz)
- François Achille Bazaine tábornok
- Eugene Jacques Bullard(wd) az első fekete vadászpilóta
- Louis-Ferdinand Céline író
- Ferdinand Foch marsall
- Winston Churchill brit miniszterelnök
- Daniel Daly amerikai tengerészgyalogos
- Dwight D. Eisenhower tábornok, az USA elnöke

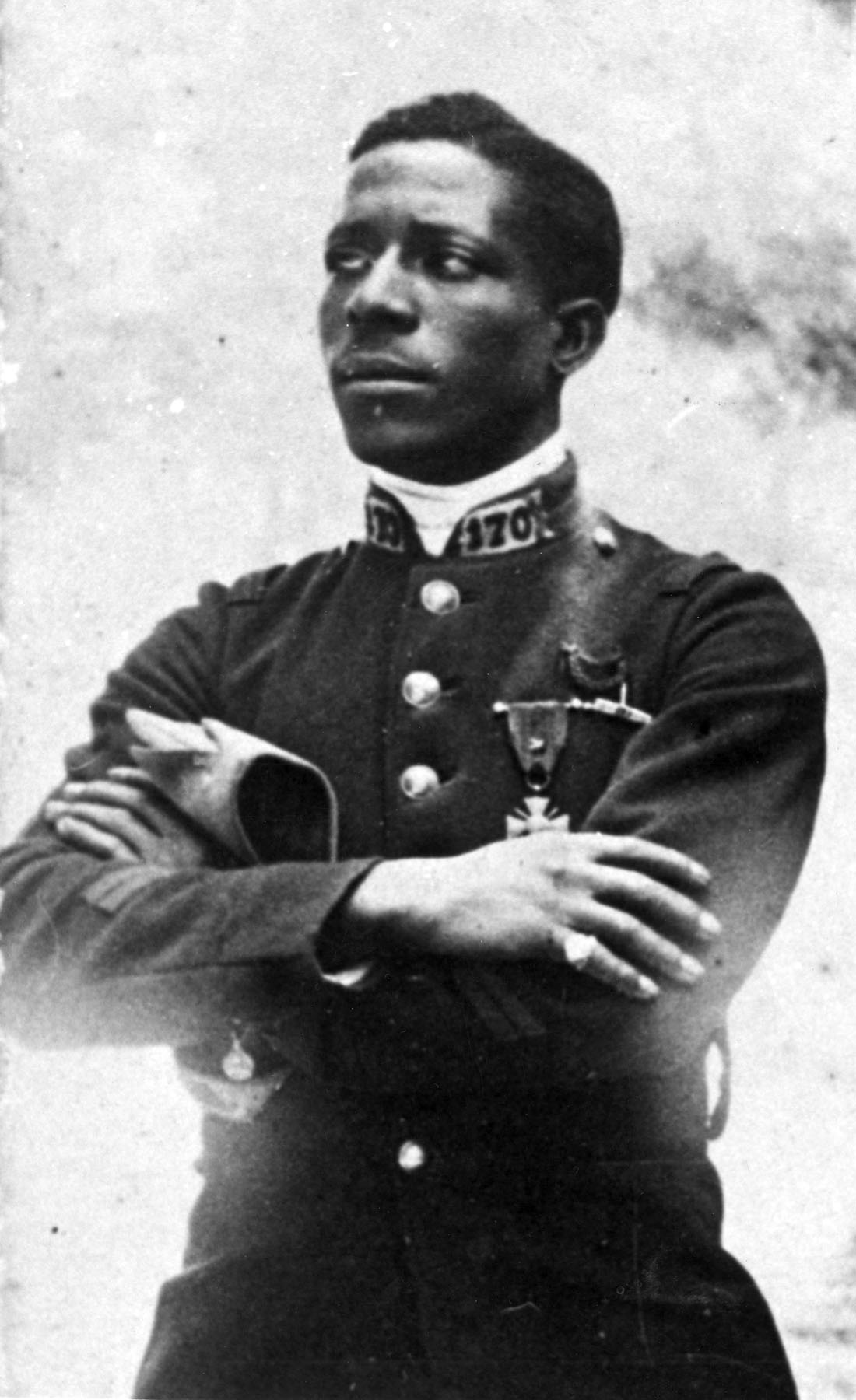
Eugene Bullard

- Rene Joyeuse kém, második világháborús ellenálló
- François Faber kerékpárversenyző (posztumusz)
- René Paul Fonck vadászpilóta
- Jean Gabin színész
- Louis Lépine párizsi rendőrfőnök
- Bernard Law Montgomery brit tábornok
- V. Olaf norvég király
- Pierre Roques a francia légierő létrehozója
- Franklin D. Roosevelt amerikai elnök (posztumusz)
- Philippe Pétain marsall
- Pierre Schoendoerffer rendező, haditudósító

## Fordítás
- Ez a szócikk részben vagy egészben  a   Médaille militaire című angol Wikipédia-szócikk ezen változatának fordításán alapul.  Az eredeti cikk szerkesztőit annak laptörténete sorolja fel. Ez a jelzés csupán a megfogalmazás eredetét és a szerzői jogokat jelzi, nem szolgál a cikkben szereplő információk forrásmegjelöléseként.